# 俄语方言
俄语方言（俄语：Диале́кты ру́сского языка́）是俄语的口语变体。
俄语方言和变体可根据时间和地域两个维度进行分类：
1. 原生方言，包括16世纪时伊凡四世征服东方之前已成形的俄罗斯本部，又称“老俄罗斯”，大致位于当代中央聯邦管區和西北部联邦管区的范围之内。这些原生方言被视为有历史的自然演进的方言，也被称为“民族俄语”。俄语原生方言通常有存古的词汇和语法，各方言组分别丢失了不同的古词汇和古语法，或一度被教會斯拉夫語的词汇和语法所替代。
2. 次生方言，包括16世纪后俄罗斯人的定居点。这些新的方言和变体是由俄罗斯和苏联在过去几个世纪的扩张产生的，主要由后苏联国家的非俄罗斯民族、非斯拉夫民族乃至非东正教民族使用。

目前，俄罗斯全境使用基于莫斯科方言的标准俄语。然而，农村人口特别是老年人仍然可能使用传统方言。此外，一些人的发音变体介于标准俄语和传统方言之间，这种变体具有一些非标准的语音、语法和词汇特征，被称为土话（俄语：просторечие）。在俄罗斯，使用土话有时被认为是没有受过教育的标志。
即使在标准俄语中，一些地域变体也可以分辨，如圣彼得堡方言和莫斯科方言的区别。

## 分类

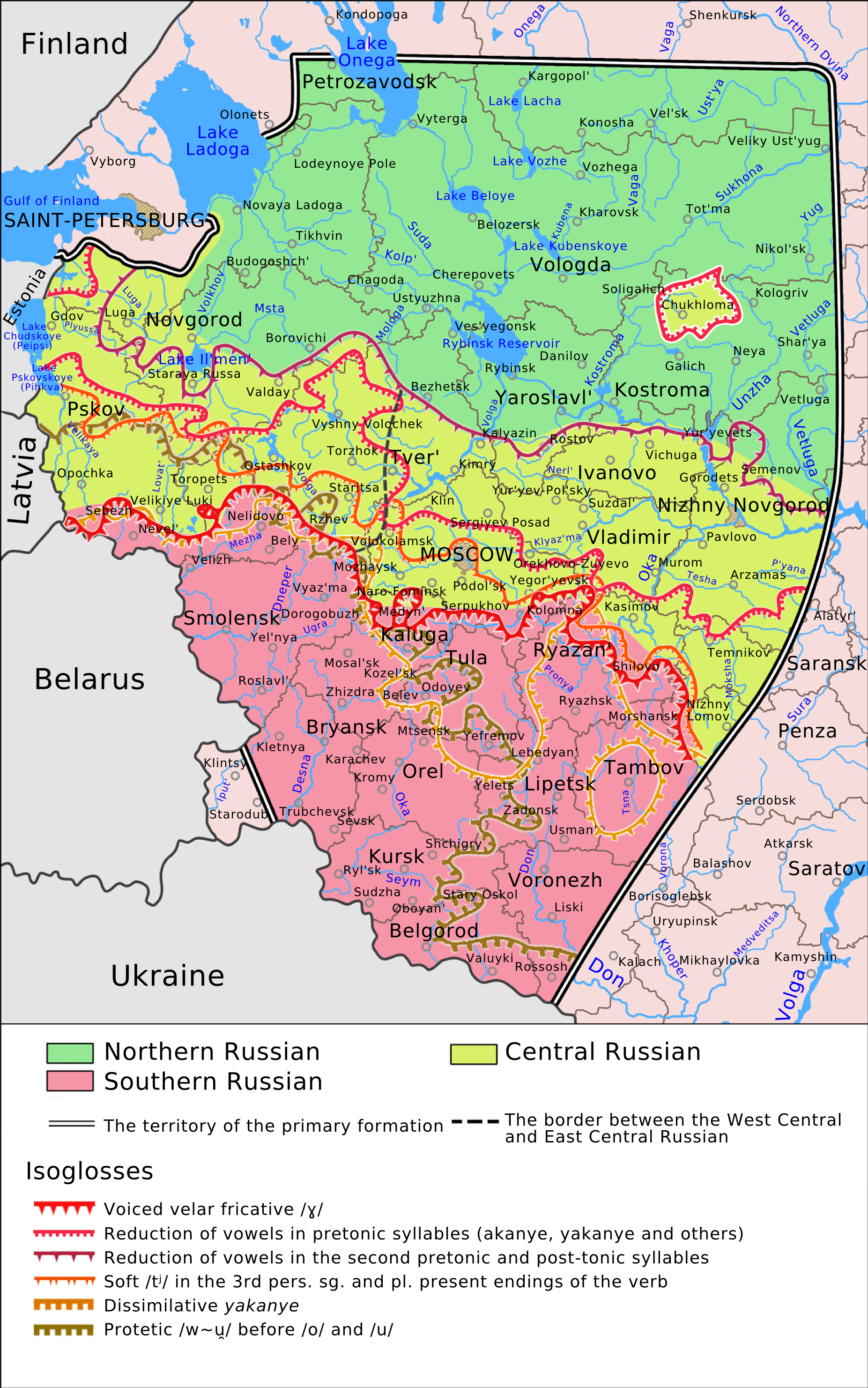
俄语原生方言地图
深绿色：北俄罗斯方言组
黄绿色：中俄罗斯方言组
红色：南俄罗斯方言组

根据俄语的元音弱化（A音化和I音化）的存在与否以及原始斯拉夫語“*g”的发音，俄语原生方言可分为两个主要方言组和中介组：
- 北俄罗斯方言组，大致对应歐洲俄羅斯的北部和东北部，从大诺夫哥罗德到彼爾姆邊疆區和北乌拉尔。这一组方言在非重读位置上没有或几乎没有元音弱化，原始斯拉夫语“*g”发音为塞音/ɡ/，还有大约200个词汇源自乌拉尔语系。
- 南俄罗斯方言组，大致对应欧洲俄罗斯的西部和南部。这一组方言有各种类型的元音弱化，原始斯拉夫语“*g”发音为擦音/ɣ/。这一组方言与白俄罗斯语构成方言连续体，与更南方的、有着更大差异的乌克兰语方言共享原始斯拉夫语“*g”的擦音发音。这是因为俄罗斯和乌克兰的语言边界自两者扩展到草原后才存在，而彼时两者已经存在较为明显的差异。[2]
- 中俄罗斯方言组，介于上述两者之间，从普斯科夫延伸到特维尔、莫斯科、下诺夫哥罗德，一直延伸到伏尔加河下游地区。这一组方言非常多样化，元音弱化和原始斯拉夫语“*g”发音的情况均不具有一致性。

莫斯科方言属于中俄罗斯方言组，是标准俄语的基础，其最初是一种北俄罗斯方言，原始斯拉夫语“*g”发音为塞音/ɡ/，没有元音弱化，后来受到南俄罗斯方言的影响，吸收了元音弱化，但保留了/ɡ/音。
下頓河和北高加索的方言属于南俄罗斯方言组。南乌拉尔、西伯利亚和遠東的次生方言没有统一的归属，这往往取决于欧洲俄罗斯定居者的祖籍。
| 同言線                         | 北俄罗斯方言组 | 标准俄语 | 南俄罗斯方言组    |
| ------------------------------ | -------------- | -------- | ----------------- |
| 非重读/o/                      | [o]            | [ɐ~ə]    | [a~ɐ~ə~ɨ]         |
| 非重读/e/、/a/、/o/ 腭化辅音后 | [ɪ]、[e]       | [ɪ]      | [æ]（前重读） [ɪ] |
| /ɡ/                            | [ɡ]            | [ɡ]      | [ɣ]               |
| /v/                            | [v]            | [v]      | [w~u̯]             |
| /f/                            | [f]            | [f]      | [x~xv~xw]         |
| 现在时第三人称单复数词尾       | /t/            | /t/      | /tʲ/              |
| 词尾/l/                        | /l/            | /l/      | /w~u/             |
| 过去时单数阳性词尾             | /v/            | /l/      | /l/               |
| 词首增音/v~w/                  | 否             | 否       | 是                |
| 词尾软唇音硬化                 | 否             | 否       | 是                |

注释
1. ↑  沃洛格达方言
2. ↑  除了（八）等词汇

## 列表

### 北俄罗斯
- 波莫爾方言（英语：Pomor dialects）（阿尔汉格尔斯克州和摩爾曼斯克州），又称波莫尔语
- 拉多加-季赫溫方言
- 过渡方言组：奥涅加、拉恰、別洛焦爾斯克-別熱茨克方言
- 沃洛格达方言
- 科斯特罗马-雅羅斯拉夫爾方言

### 南俄罗斯
- 西南俄罗斯方言组（布良斯克州、斯摩棱斯克州、普斯科夫州和特维尔州南部等）
- 中西过渡方言组（莫薩利斯克、科澤利斯克、日兹德拉、卡拉切夫、謝夫斯克、雷利斯克等）
- 中南俄罗斯方言组（别尔哥罗德州、库尔斯克州、奥廖尔州等），又称斯洛博達烏克蘭語
- 中东过渡方言组（謝爾普霍夫、科洛姆纳、卡卢加州、图拉州、葉列茨、舊奧斯科爾等）
- 东南俄罗斯方言组（利佩茨克州、坦波夫州、梁赞州、沃罗涅日州等），又称梁赞方言组

### 中俄罗斯

#### 西俄罗斯
- O音化组（格多夫、盧加、大诺夫哥罗德、旧鲁萨、瓦尔代等）
- A音化组（普斯科夫、大卢基、托羅佩茨、勒熱夫、托爾若克等）

#### 东俄罗斯
- O音化组（特维尔、克林、謝爾吉耶夫鎮、弗拉基米尔、苏兹达尔、罗斯托夫、伊万诺沃、穆罗姆、下诺夫哥罗德等）
- A音化组（莫斯科、卡西莫夫、捷姆尼科夫等）

#### 方言岛
- 丘赫洛馬（属A音化组）

### 巴什科尔托斯坦
巴什科尔托斯坦俄语方言通行于巴什科尔托斯坦共和国，吸收了当地的巴什基尔语和鞑靼语词汇，例如用代替表示“我们走吧”。

### 阿斯特拉罕
阿斯特拉罕俄语方言是阿斯特拉罕州使用的多种俄语方言的统称，主要使用者是多民族混居人口——主要使用者是俄羅斯人、哈薩克人、鞑靼人，还有许多其他族群，如阿塞拜疆人、“达吉斯坦人”（根据2010年人口普查的自我认同）、諾蓋人和乌克兰人。
与达吉斯坦俄语一样，阿斯特拉罕俄语是多种不同的俄语方言的统称，这些方言因说话者的母语、民族、年龄、职业和其他社会因素而异。即使在市区，少数民族背景的人可能从小就讲俄语，但他们的母语痕迹仍然存在。

### 哥萨基亚
哥萨克方言是罗斯托夫州的顿河哥萨克和克拉斯诺达尔边疆区的库班哥萨克及相关族群使用的俄语变体，又被称作巴拉奇卡语。哥萨克俄语方言以使用乌克兰语法和词汇的中第聂伯河方言为基础，在涉及近现代概念和事物时常吸收俄语词汇。

### 佩普西
佩普西方言是佩普西湖两岸普斯科夫州旧礼仪派教徒和爱沙尼亚部分俄语县城居民及相关族群使用的俄语变体，起源于西俄罗斯族群的普斯科夫方言和格多夫方言的混合，同时吸收了一些来自爱沙尼亚语的借词。与周边地区的许多其他方言一样，它通常被认为是俄语和白俄罗斯语之间的过渡。

## 东欧俄语

### 白俄罗斯俄语
白俄罗斯俄语属于南俄罗斯方言连续体。此外，一些白俄罗斯人也讲白俄罗斯语和俄语的混合语——特拉相卡语。

### 乌克兰俄语
乌克兰俄语在语法、词汇、发音、语调等方面受到乌克兰语的影响。乌克兰人说俄语时，俄语字母Г（G）的发音大多为/ɦ/，就像乌克兰语一样，而不是/g/。此外，一些乌克兰人也讲乌克兰语和俄语的混合语——苏尔日克语。

### 摩尔多瓦俄语
摩尔多瓦俄语的特点是正字法与标准俄语不同，摩尔多瓦政府和媒体使用（摩尔多瓦）代替（摩尔达维亚），使用（基希讷乌）代替（基希尼奥夫），并含有大量罗马尼亚语借词。此种变化也被俄罗斯境内的俄语媒体广泛接受。在摩尔多瓦，俄语更多地用作第二语言和跨民族交流语言，而非第一语言，这一情况也增强了罗马尼亚语的影响。

## 高加索俄语

### 车臣俄语
车臣俄语的特征包括使用у（/u/）代替в（/v/），例如用代替。此外，用作填充词，相当于标准俄语中的或。

### 达吉斯坦俄语
达吉斯坦俄语在达吉斯坦共和国、阿斯特拉罕州和卡尔梅克共和国及周边地区使用。其特点是受到当地东北高加索语系和突厥语系的强烈影响。从某种程度上来说，它被认为是一类民族方言。

### 亚美尼亚俄语
亚美尼亚俄语在亚美尼亚和納戈爾諾-卡拉巴赫及周边地区使用。2021年3月，阿尔察赫共和国议会投票决定将俄语确立为官方语言。
亚美尼亚俄语与标准俄语在词汇方面存在一些差异，如用代替（衣夹），用代替（喷泉），用代替和（运动裤）等。

### 阿布哈兹俄语
阿布哈兹俄语在词汇、正字法、发音上受阿布哈兹语的影响。

## 中亚俄语

### 哈萨克俄语
1991年哈萨克斯坦独立后，哈萨克俄语和标准俄语的词汇差异多以地名更名尤其是城市更名的形式出现。并非所有更名都体现在标准俄语中，如阿拉木圖在俄罗斯仍被称为。一些机构、职务名称也改用哈萨克语借词的俄语构造以体现本地化，如一词是借用哈萨克语的俄语构造，即赋予标准俄语中传统的后缀，意为“市长”，同样的构造有、等词汇。

### 乌兹别克俄语
乌兹别克俄语的特点主要体现在词汇的使用及混合短语。

### 吉尔吉斯俄语
吉尔吉斯俄语的特点是发音差异以及借用一些吉尔吉斯语词汇。词汇方面也存在一些差异，如用代替，意为“手机”。

### 塔吉克俄语
塔吉克俄语的特点是在词汇、重音等方面受塔吉克语影响。如在塔吉克语词干上附加俄语后缀和前缀，或在短语中将塔吉克语名词与俄语动词配对，或使用塔吉克语助动词。

## 远东俄语
俄罗斯远东地区的俄语方言通常被视为次生方言，受到欧洲俄罗斯不同地区移民的影响，在中俄边界地区的民间贸易活动中，还吸收了至少100余个汉语词汇，近代还诞生了俄语和汉语的混合语——恰克图语。
中国东北地区的俄语使用者在学习俄语时，发音受东北官话的影响。

## 美洲俄语

### 阿拉斯加俄语
科迪亚克俄语和尼爾奇克俄语统称为阿拉斯加俄语，是阿拉斯加地区使用的两种孤立的俄语方言。

### 加拿大俄语
加拿大俄语主要由近代移民至加拿大的俄罗斯反仪式派教徒使用，原属于南俄罗斯方言，受加拿大英语和加拿大乌克兰语影响。

## 中东俄语

### 以色列俄语
俄罗斯归国者在以色列使用的俄语与在俄罗斯使用的标准俄语有所不同。差异包括词汇、表达方式、语音等，如星期日用代替，俱乐部用代替，乘坐公共汽车用代替，组建军队用代替。以色列人和学者将这种变体称为“Rusit”，源自俄语的希伯来语名称。